# Udo Dirkschneider
Udo Dirkschneider (sinh ngày 6 tháng 4 năm 1952) là một ca sĩ người Đức. Ông lần đầu nổi tiếng nhờ tham gia ban nhạc heavy metal Accept. Sau khi rời ban nhạc vào năm 1987, ông lập nên ban nhạc U.D.O.. Ông cùng ban nhạc cũng gặt hái được thành công về mặt thương mại. 

## Cuộc đời và sự nghiệp
Udo Dirkschneider là cựu thành viên của Accept và hiện là thành viên của U.D.O. Ông sở hữu sự nghiệp trải dài gần năm thập kỷ, giúp định hình nên nhạc heavy metal của Đức. Chất giọng khàn độc đáo và sở thích hát những điệp khúc hoành tráng của ông đóng vai trò lớn tạo nên sức hấp dẫn của Accept và biến ông thành một trong những nhân vật dễ nhận diện nhất trong lịch sử heavy metal.
Tháng 11 năm 2011, người con trai Sven của Dirkschneider đã hỗ trợ U.D.O. trong một ngày diễn ở Đức. Tháng 2 năm 2015, anh trở thành thành viên dài hạn trong ban nhạc của cha mình. Cùng năm ấy, ban nhạc đổi tên tạm thời là "Dirkschneider" và bắt đầu một tour diễn dài có tên gọi "Back To The Roots". Trong tour đó, ban nhạc chỉ trình bày các ca khúc của Accept.
Năm 2021, Udo cùng với nghệ sĩ guitar Stefan Kaufmann  và tay bass Peter Baltes (các đồng đội cũ ở Accept) đã phát hành nhạc mới dưới tên gọi "Dirkschneider and the Old Gang". Dự án còn có sự tham gia của Matthias Dieth (cựu tay guitar của U.D.O), tay trống Svein Dirkschneider và ca sĩ Manuela Bibert. MV của ca khúc "Where The Angels Fly" đã vượt mốc hàng triệu lượt xem trên YouTube.
Ngày 22 tháng 4 năm 2022, nhân dịp sinh nhật 70 tuổi, Udo phát hành album gồm toàn các bài cover với nhan đề 'My Way'.
Ngày 18 tháng 9 năm 2020, live show có tên gọi Live in Bulgaria 2020: Pandemic Survival Show được tổ chức ở Nhà hát La Mã của Philippopolis, Plovdiv, Bulgaria.

### Song ca

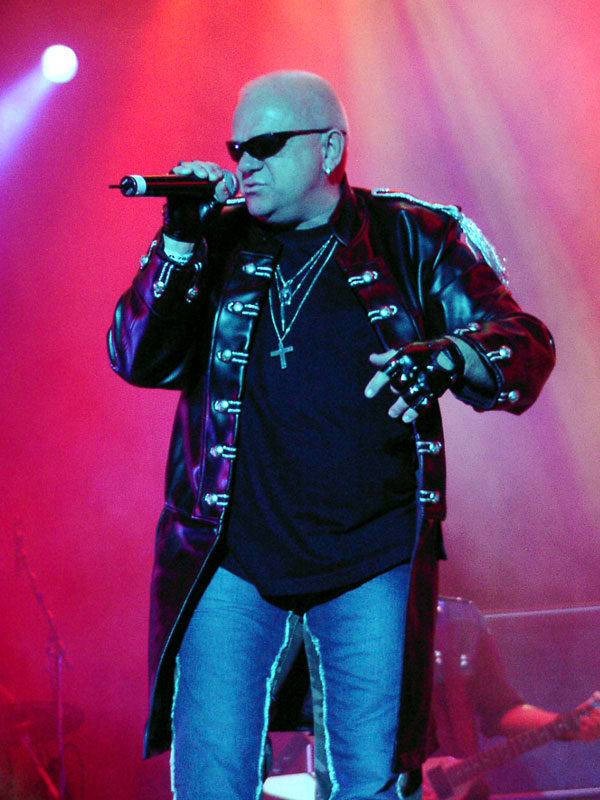
Dirkschneider biểu diễn vào năm 2005

Trong sự nghiệp âm nhạc đồ sộ của mình, Dirkschneider đã hát chung với một vài nghệ sĩ, như ở bản cover bài "Born to Be Wild" của Steppenwolf - được phát hành dưới dạng mặt B của đĩa đơn "Break the Chain" trong album All for One của Raven. Dirkschneider cũng nổi tiếng nhờ song ca với người bạn lâu năm Doro Pesch trong bài hát "Dancing with an Angel". Năm 1999, Dirkschneider thu ca khúc "I Want Out" của Helloween và một phiên bản mới bài "Head Over Heels" của Accept với HammerFall. Ông còn làm giọng hát khách mời trong bài hát "Shtil" trong album Chimera (2001) của ban nhạc heavy metal người Nga Aria.
Năm 2006, Dirkschneider hát bài "They Only Come Out at Night" với Mr. Lordi trong album The Arockalypse của Lordi, cũng như biểu diễn trực tiếp ca khúc ở nhạc hội Wacken Open Air cùng năm ấy.
Năm 2013, Dirkschneider trình bày bản song ca với Marko Hietala trong album đầu tay Vol.1 của ban nhạc Phần Lan Lazy Bonez. Họ thể hiện ca khúc có tên gọi "First to Go – Last to Know".

## Danh sách đĩa nhạc

### với Accept

#### Album phòng thu
- Accept (1979)
- I'm a Rebel (1980)
- Breaker (1981)
- Restless and Wild (1982)
- Balls to the Wall (1983)
- Metal Heart (1985)
- Russian Roulette (1986)
- Objection Overruled (1993)
- Death Row (1994)
- Predator (1996)

#### Album trực tiếp
- Staying a Life (thu trực tiếp từ năm 1985, phát hành năm 1990)
- All Areas – Worldwide (thu trực tiếp từ năm 1994 và 1995, phát hành năm 1997)

#### EP
- Kaizoku-Ban (EP thu trực tiếp năm 1985)
- Rich & Famous (EP năm 2002)

### với U.D.O.

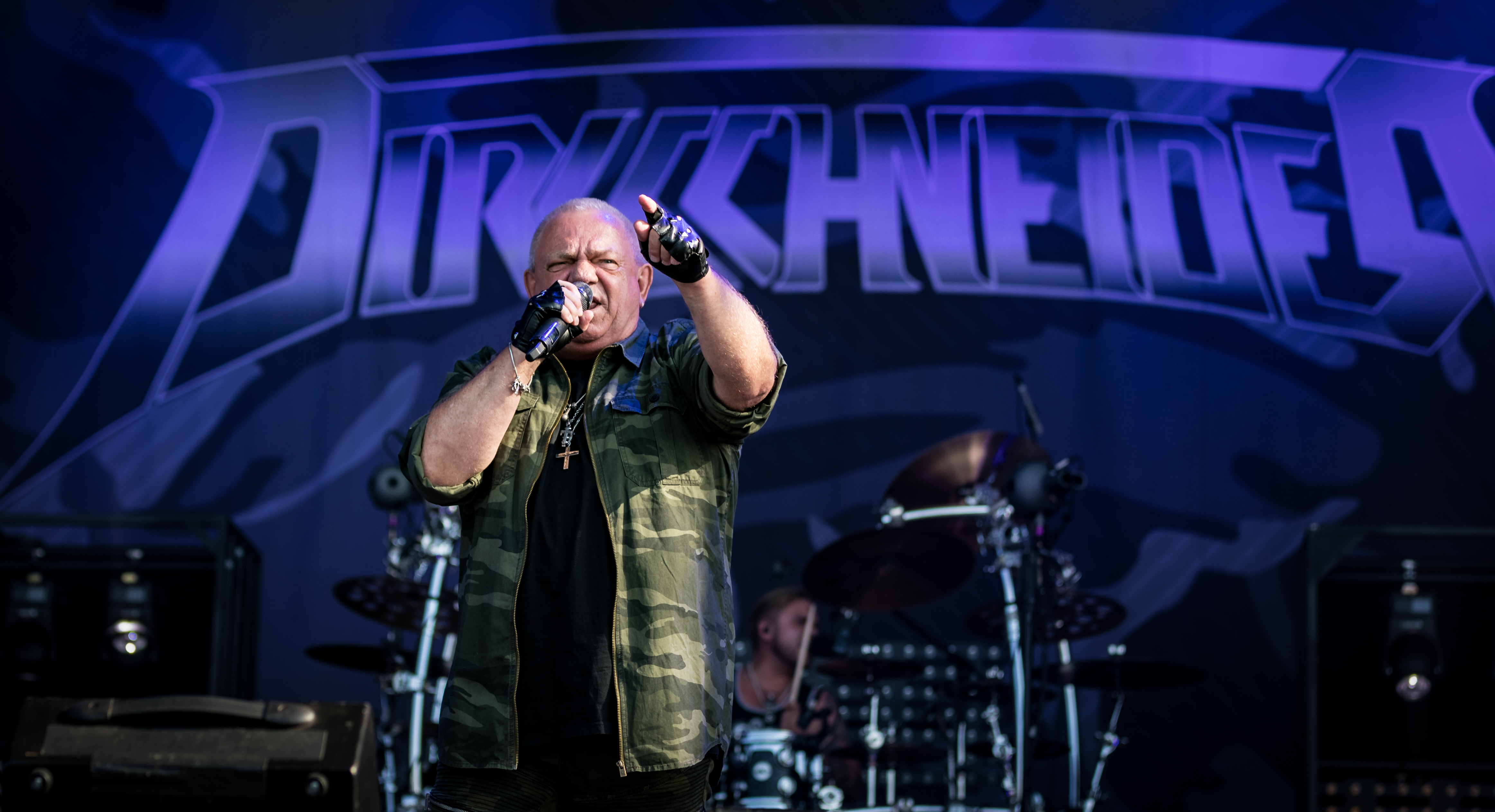
Dirkschneider tại nhạc hội Wacken Open Air 2018

#### Album phòng thu
- Animal House (1987)
- Mean Machine (1989)
- Faceless World (1990)
- Timebomb (1991)
- Solid (1997)
- No Limits (1998)
- Holy (1999)
- Man and Machine (2002)
- Thunderball (2004)
- Mission No. X (2005)
- Mastercutor (2007)
- Dominator (2009)
- Rev-Raptor (2011)
- Steelhammer (2013)
- Decadent (2015)
- Steelfactory (2018)
- We Are One (2020) (với Das Musikkorps Der Bundeswehr)
- Game Over (2021)
- My Way (2022) (album cover, phát hành dưới dạng đĩa nhạc solo)
- Touchdown (2023)

#### Album trực tiếp
- Live from Russia (2001)
- Nailed to Metal – The Missing Tracks (2003)
- Mastercutor Alive (2008)
- Live in Sofia (2011)
- Steelhammer - Live from Moscow (2014)
- Live – Back to the Roots (2016) (đề tên Dirkschneider)
- Live – Back to the Roots – Accepted! (Live in Brno) (2017) (đề tên Dirkschneider)

#### Album tuyển tập
- Best Of (1999)
- Metallized (2007)
- Celebrator (2012)

#### Đĩa đơn/EP
- They Want War (1988)
- Heart of Gold (1990)
- Faceless World (1990)
- Two Faced Woman (1997)
- Independence Day (1997)
- Lovemachine (1998)
- Dancing with an Angel (2002)
- 24/7 EP (2005)
- The Wrong Side of Midnight EP (2007)
- Infected EP (2009)
- Leatherhead EP (2011)
- Steelhammer (2013)
- Decadent (2014)
- Arising (2021) (đề tên Dirkschneider & The Old Gang)

#### Video âm nhạc
- They Want War (1988)
- Break the Rules (1989)
- Heart of Gold (1990)
- Independence Day (1997)
- Dancing with an Angel (với Doro Pesch) (2002)
- Thunderball (2004)
- Blind Eyes (2004)
- The Arbiter (2004)
- Trainride to Russia (2004)
- Mean Streets (2005)
- The Wrong Side of Midnight (2007)
- Black and White (2009)
- Leatherhead (2011)
- I Give As Good As I Get (2011)
- Metal Machine (2013)
- Heavy Rain (2013)
- Decadent (2014)

#### DVD
- Nailed to Metal – The Complete History (2003)
- Thundervision (2004)
- Mastercutor Alive (2008)
- Live in Sofia (2012)
- Steelhammer – ghi trực tiếp từ Moscow (2014)
- Navy Metal Night (2015) – Chương trình đặc biệt diễn với dàn nhạc giao hưởng
- Pandemic Survival Show (2020) Plovdiv

### Vai trò khách mời
Raven
- All for One (1983), bài hát "Break The Chain"

Alex Parche Project
- Son Of A Healer (1993), bài hát "Gate Patrol"

HammerFall
- Masterpieces (2008), bài hát "I Want Out" của Helloween và "Head Over Heels" của Accept

Lazy Bonez
- Vol.1 (2013), bài hát "First to Go - Last to Know", song ca với Marko Hietala